# Kyle Capobianco
Kyle Capobianco, född 8 augusti 1997, är en kanadensisk professionell ishockeyback som är kontrakterad till Arizona Coyotes i National Hockey League (NHL) och spelar för deras primära samarbetspartner Tucson Roadrunners i American Hockey League (AHL). Han har tidigare spelat på lägre nivå för Sudbury Wolves i Ontario Hockey League (OHL).
Capobianco draftades i tredje rundan i 2015 års draft av Arizona Coyotes som 63:e spelare totalt.
Han är syskonson till den före detta ishockeymålvakten Randy Exelby som spelade bland annat i NHL under sin aktiva ishockeykarriär.

## Statistik
| 2012–2013  | Oakville Rangers   | SCTA       | 71  | 14 | 42  | 56  | 74  | —  | — | — | — | —  |
|            | Oakville Blades    | OJHL       | 3   | 0  | 1   | 1   | 12  | —  | — | — | — | —  |
| 2013–2014  | Sudbury Wolves     | OHL        | 53  | 0  | 11  | 11  | 18  | 5  | 0 | 0 | 0 | 0  |
| 2014–2015  | Sudbury Wolves     | OHL        | 68  | 10 | 30  | 40  | 54  | —  | — | — | — | —  |
| 2015–2016  | Sudbury Wolves     | OHL        | 68  | 7  | 36  | 43  | 58  | —  | — | — | — | —  |
| 2016–2017  | Sudbury Wolves     | OHL        | 65  | 10 | 37  | 47  | 66  | 6  | 0 | 3 | 3 | 10 |
|            | Tucson Roadrunners | AHL        | 4   | 0  | 0   | 0   | 0   | —  | — | — | — | —  |
| 2017–2018  | Arizona Coyotes    | NHL        | 1   | 0  | 0   | 0   | 0   | —  | — | — | — | —  |
|            | Tucson Roadrunners | AHL        | 20  | 2  | 12  | 14  | 14  | —  | — | — | — | —  |
| NHL totalt | NHL totalt         | NHL totalt | 1   | 0  | 0   | 0   | 0   | —  | — | — | — | —  |
| AHL totalt | AHL totalt         | AHL totalt | 24  | 2  | 12  | 14  | 14  | —  | — | — | — | —  |
| OHL totalt | OHL totalt         | OHL totalt | 254 | 27 | 114 | 141 | 196 | 11 | 0 | 3 | 3 | 10 |

### Internationellt
| Källa: Uppdaterad: 2017-12-21 | Källa: Uppdaterad: 2017-12-21 | Källa: Uppdaterad: 2017-12-21 |         | Utv = Utvisningsminuter | Utv = Utvisningsminuter | Utv = Utvisningsminuter | Utv = Utvisningsminuter | Utv = Utvisningsminuter |
| År                            | Lag                           | Mästerskap                    | Matcher | Mål                     | Assists                 | Poäng                   | Utv                     |                         |
| ----------------------------- | ----------------------------- | ----------------------------- | ------- | ----------------------- | ----------------------- | ----------------------- | ----------------------- | ----------------------- |
| 2015                          | Kanada                        | U18-VM                        | 7       | 1                       | 1                       | 2                       | 2                       |                         |
| Junior totalt                 | Junior totalt                 | Junior totalt                 | 7       | 1                       | 1                       | 2                       | 2                       |                         |